# Tim Hetherington: dalla linea del fronte
Tim Heterington: dalla linea del fronte (Which Way Is the Front Line from here? The Life and Time of Tim Hetherington) è un film del 2013 diretto da Sebastian Junger. Il film è stato selezionato ufficialmente dal Sundance Film Festival 2013, dove tre anni prima Tim Hetherington e Sebastian Junger avevano vinto il Gran Premio della Giuria nella sezione documentari per il loro film Restrepo - Inferno in Afghanistan.

## Trama
Il 20 aprile 2011, poco dopo l'uscita del suo documentario Restrepo - Inferno in Afghanistan, e dopo sole sei settimane dalla partecipazione alla cerimonia degli Oscar in cui aveva ricevuto una nomination, il fotografo e regista Tim Hetherington venne ucciso da un colpo di mortaio nella città di Misurata in Libia, dove stava seguendo le vicende della guerra civile. Morì dissanguato nel retro di un camioncino mentre veniva trasportato di corsa all'ospedale, confortato da una fotoreporter spagnola che gli teneva la mano e cercava di farlo restare vigile. Finiva in quei momenti una brillante carriera decennale, nella quale Hetherington non si era solo occupato di seguire storie drammatiche dal fronte come in Liberia e in Afghanistan, ma aveva oltrepassato i confini convenzionali della creazione di immagini per diventare uno dei giornalisti più importanti della sua generazione.

In Tim Hetherington: dalla linea del fronte, il giornalista e scrittore Sebastian Junger (autore dei libri La tempesta perfetta e War. Come i soldati vivono la guerra) e co-regista di Hetherington in Restrepo - Inferno in Afghanistan, ripercorre il lavoro del suo caro amico nei campi di battaglia per svelare che cosa lo rendeva un talento così singolare e un essere umano straordinario. Inoltre, il film mette in luce i rischi incredibili che corrono i reporter di guerra professionisti, in un momento in cui la frequenza delle morti nelle zone di guerra è sempre più alta.

## Distribuzione
Il film è stato distribuito negli Stati Uniti nel 2013 dalla HBO. In Italia, è stato distribuito nelle sale cinematografiche a partire dal 3 aprile 2014, dopo una serie di anteprime avvenute tra il 24 e il 26 marzo a Bologna, Roma, Milano, Torino e Firenze.